# Stubal (gmina Blace)
Stubal (cyr. Стубал) – wieś w Serbii, w okręgu toplickim, w gminie Blace. W 2011 roku liczyła 358 mieszkańców.